# Zeria spiralicornis
Zeria spiralicornis är en spindeldjursart som först beskrevs av William Frederick Purcell 1903.  Zeria spiralicornis ingår i släktet Zeria och familjen Solpugidae.

## Underarter
Arten delas in i följande underarter:
- Z. s. pugilator
- Z. s. spiralicornis